# Knopfkräuter
Die Knopfkräuter (Galinsoga), umgangssprachlich auch Franzosenkräuter genannt, sind eine Pflanzengattung in der Familie der Korbblütler (Asteraceae).

## Beschreibung

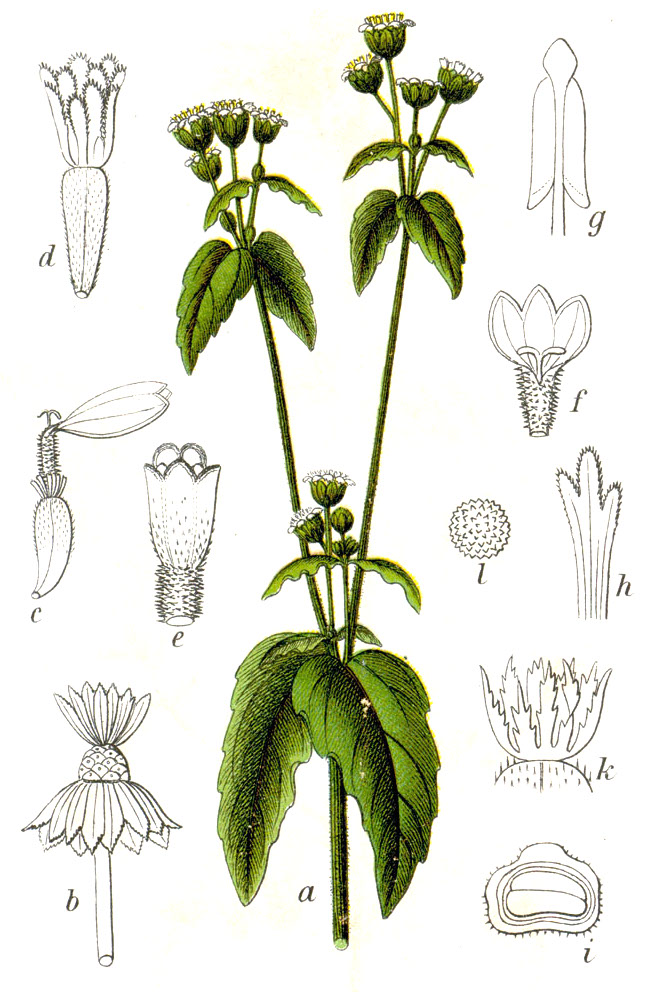
Illustration des Kleinblütigen Knopfkrautes (Galinsoga parviflora)

### Vegetative Merkmale
Bei Galinsoga-Arten handelt es sich um oft nur kleine, einjährige krautige Pflanzen, die je nach Art Wuchshöhen von 2 bis 62 Zentimetern erreichen. Die gegenständig am Stängel verteilt angeordneten Laubblätter sind in Blattstiel und Blattspreite gegliedert. Die Blattspreiten sind einfach. Die Blattränder sind glatt bis gesägt. Blattoberflächen sind unterschiedlich intensiv behaart.

### Generative Merkmale
Die in der Regel kleinen körbchenförmigen Teilblütenstände stehen in verzweigten Gesamtblütenständen zusammen. Die sechs bis neun, selten bis zu 16 Hüllblätter stehen in meist zwei, selten drei Reihen. Der Blütenstandsboden ist kegelförmig. Die Spreublätter bleiben erhalten oder sind schnell vergänglich. Die Blütenkörbe enthalten meist fünf, manchmal drei bis acht, selten keine bis 15 Zungenblüten und meist fünf bis 50 selten bis zu 150 Röhrenblüten. Die weiblichen, fertilen Zungenblüten sind relativ kurz und weiß bis rosa- oder purpurfarben mit Zungen, die mit bis zu drei Kronlappen enden. Die gelben Röhrenblüten sind zwittrig und fertil. Die Staubbeutel sind gelb.
Der Pappus der Achänen ist klein und besteht aus fünf bis zwanzig weißen oder grauen Schuppen und ist kaum zu erkennen oder fehlt.

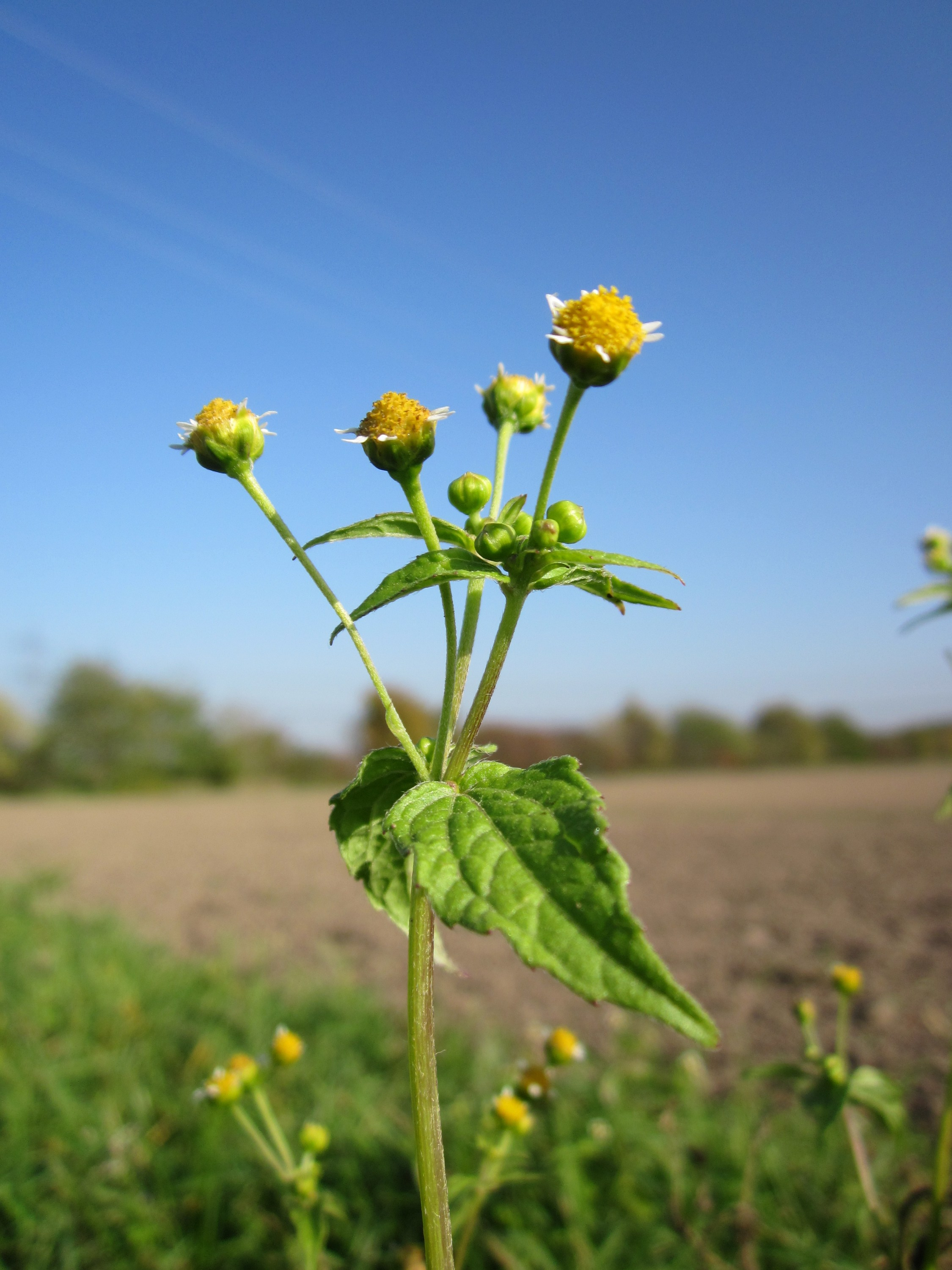
Kleinblütiges Knopfkraut (Galinsoga parviflora)

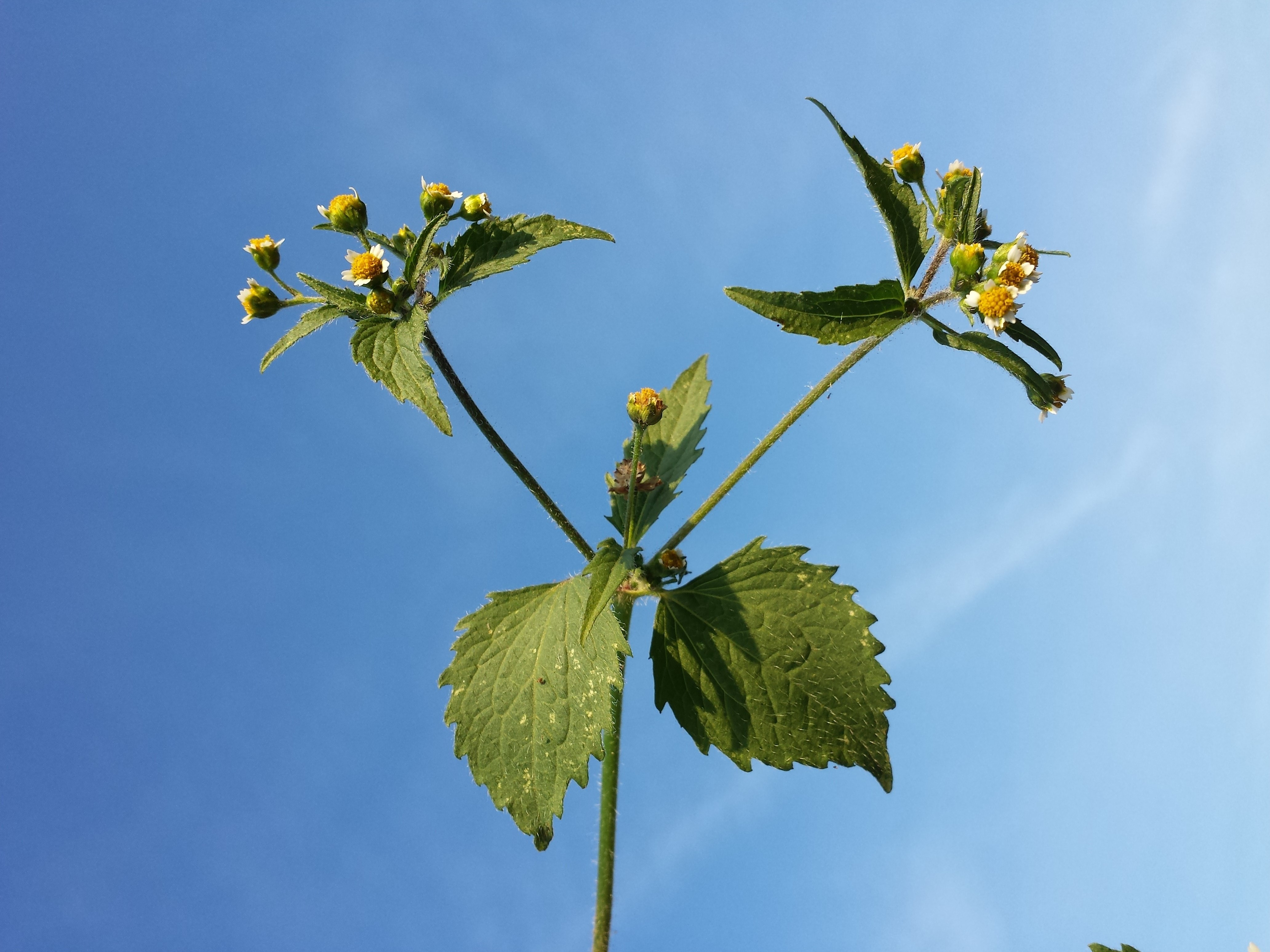
Behaartes Knopfkraut (Galinsoga quadriradiata)

## Systematik und Verbreitung
Die Gattung Galinsoga wurde 1794 durch Hipólito Ruiz López und José Antonio Pavón y Jiménez in Florae peruvianae et chilensis prodromus ..., 110, Tafel 24 aufgestellt. Der wissenschaftliche Gattungsname Galinsoga ehrt Ignacio Mariano Martinez de Galinsoga (1766–1797), der Leibarzt des spanischen Hofes war und Gründer des Botanischen Gartens von Madrid ist. Synonyme für Galinsoga Ruiz & Pav. sind: Adventina Raf., Stemmatella Wedd. ex Benth.
Das Verbreitungsgebiet der Gattung Galinsoga sind tropische und subtropische Gebiete der Neuen Welt (Neotropis). Einige Arten sind aber vom Menschen über die ganze Welt verschleppt worden (Neophyten). Zwei sehr ähnliche Arten, Kleinblütiges Knopfkraut oder Kleinblütiges Franzosenkraut (Galinsoga parviflora Cav.) sowie Behaartes Knopfkraut, Bewimpertes Knopfkraut oder Zottiges Franzosenkraut (Galinsoga quadriradiata), kommen weltweit und auch in Mitteleuropa als Neophyten vor, sie sind oft auch bei Gärtnern unbeliebte „Unkräuter“
Die Gattung Galinsoga gehört heute zur Tribus Millerieae in der Unterfamilie der Asteroideae innerhalb der Familie der Korbblütler (Asteraceae).
Je nach Auffassung gibt es 10 bis mehr als 33 Galinsoga-Arten:
- Galinsoga amboensis D.L.Schulz[4]
- Galinsoga boliviensis Canne[4]
- Galinsoga caligensis Canne[4]
- Galinsoga crozierae Panero[4]
- Galinsoga longipes Canne[4]
- Galinsoga mollis McVaugh[4]
- Kleinblütiges Knopfkraut oder Kleinblütiges Franzosenkraut (Galinsoga parviflora Cav.)[4]
- Behaartes Knopfkraut, Bewimpertes Knopfkraut oder Zottiges Franzosenkraut (Galinsoga quadriradiata Ruiz & Pav.)[4]
- Galinsoga spellenbergii B.L.Turner[4]
- Galinsoga subdiscoidea Cronquist[4]
- Galinsoga triradiata Canne[4]
- Galinsoga unxioides Griseb.[4]